# Nesopetinus varius
Nesopetinus varius är en skalbaggsart som först beskrevs av Sharp 1881.  Nesopetinus varius ingår i släktet Nesopetinus och familjen glansbaggar. Inga underarter finns listade i Catalogue of Life.